# اینسا-دونگ
اینسا-دونگ (به لاتین: Insa-dong) یک منطقهٔ مسکونی در کره جنوبی است که در منطقه جونگنو واقع شده‌است.